# 冠婚葬祭殺人事件
『冠婚葬祭殺人事件』（かんこんそうさいさつじんじけん）は、日本の小説家赤川次郎によって1984年に発表された大貫警部シリーズの推理小説短編集である。表題作は1997年にTBS系でテレビドラマ化された。

## 書籍情報
- 新書：講談社ノベルス、1984年2月発行、ISBN 978-4-061-81102-7
- 文庫：講談社文庫、1987年7月発行、ISBN 978-4-061-84014-0

## あらすじ
礼法の本俵流の家元襲名披露パーティーに、家元になる令嬢を保護するために、大貫警部と井上刑事が派遣された。そのパーティーで、令嬢が刃物を持った男に襲われ、さらに夜は首を絞められて殺されかけた。だが、大貫は、犯人をあぶりだすために、令嬢の葬式をやろうと言い出す。

## 収録作品
- 冠婚葬祭殺人事件
- 即日完売殺人事件
- 一触即発殺人事件

## 主な登場人物
- 大貫警部 - 警視庁きっての迷惑男。
- 井上安弘 - 大貫警部の部下。
- 向井直子 - 井上の恋人。

上記の登場人物について詳しくは大貫警部#登場人物を参照

## テレビドラマ
表題作の「冠婚葬祭殺人事件」が1997年8月25日にTBS系の月曜ドラマスペシャルにて放送。 井上、大貫、箱崎は警視庁捜査一課ではなく香南警察署捜査課所属という設定になっている。井上と直子の出会いの経緯も若干変更されている。

### キャスト
- 井上刑事 - 西村和彦
- 向井直子 - 岩崎ひろみ
- 大貫警部 - 阿藤海
- 箱崎課長 - 前田吟
- 一宮美貴 - 高橋かおり
- 一宮摂 - 黒沢あすか
- 杉江房夫 - 嶋大輔
- 一宮峻造 - 大出俊
- 畑山 - 大河内浩
- 古谷 - 左右田一平
- 阿知波悟美
- 斉藤暁
- 藤岡久美子

スタッフ
- 原作 - 赤川次郎「冠婚葬祭殺人事件」（講談社文庫）

- 脚本 - 田子明弘
- プロデューサー - 志村彰、次屋尚
- 選曲 - 岡田貴志
- 演出 - 国本雅広
- 製作 - MMJ、TBS

- エンディングテーマ - ビートルズ「オブ・ラ・ディ、オブ・ラ・ダ」